# Милка Планинц
Милка Планинц (рођ. Малада; Дрниш, 21. новембар 1924 — Загреб, 7. октобар 2010) била је учесница Народноослободилачке борбе, друштвено-политичка радница СФРЈ и СР Хрватске. У периоду од 16. маја 1982. до 15. маја 1986. године обављала је функцију председника Савезног извршног већа СФРЈ. Била је једина жена у историји која је била премијер једне социјалистичке државе.

## Биографија
Рођена је у мешаној хрватско-српској породици. Њени родитељи - отац Никола Малада и Мајка Стана, рођена Кашић, су се 1930. године преселили у Сплит, где је Милка завршила основну школу и гимназију. Још у току школовања се укључила у револуционарни омладински покрет и постала члан Савеза комунистичке омладине Југославије (СКОЈ).
Године 1941. после окупације Краљевине Југославије и проглашења Независне Државе Хрватске, приступила је Народноослободилачком покрету и учествовала је у Народноослободилачкој борби. У току рата се налазила у Хварско-вишком партизанском одреду, а потом у Једанаестој далматинској ударној бригади, у којој је најпре обављала функцију политичког делегата вода, а касније политичког комесара чете. После завршетка рата, 1945. године, демобилисана је из Југославенске армије у чину поручника. У чланство Комунистичке партије Југославије (КПЈ) примљена је 1944. године.
После ослобођења Југославије радила је у Среском Народном одбору у Дрнишу, а касније у предузећу „Електра“ у Загребу. Завршила је Вишу управну школу у Загребу, а од 1947. године се активно бавила политичким радом. Била је најпре руководилац у Агитпропу Рејонског комитета КП Хрватске у насељу Трешњевка, у Загребу, а потом од 1954. године инструктор у Градском комитету КПХ за Загреб. Касније се налазила на позицијама: 
- политичког секретара Општинског комитета Савеза комуниста Трешњевке,
- председника Народног одбора Трешњевке, од 1957.
- начелника Секретаријата за просвету и културу Народног одбора Загреба, од 1961. до 1963.
- организационог секретара Градског комитета Савеза комуниста Загреба, од 1963.
- републичког секретарa за школство и образовање у Извршном већу СР Хрватске, од 1963. до 1965.
- председника Одбора за просвету, науку и културу Републичког већа Сабора СР Хрватске, од 1965. до 1967.
- председника Републичког већа Сабора СР Хрватске, од 1967. до 1971.

Од 1968. године је била члан Извршног комитета Централног комитета Савеза комуниста Хрватске. Децембра 1971. године, када је, на седници у Карађорђеву, смењено руководство Савеза комуниста Хрватске на челу са Савком Дабчевић-Кучар и Миком Трипалом, Милка Планинц је преузела функцију председника Централног комитета СК Хрватске и на овој функцији је остала, пуних десет година, до маја 1982. године. У периоду од 16. маја 1982. до 15. маја 1986. године обављала је функцију председника Савезног извршног већа СФРЈ.
Преминула је 7. октобра 2010. године у Загребу.